# Jørgen Hansen Koch
Jørgen Hansen Koch (født 4. september 1787 på Christianshavn, død 30. januar 1860 i København) var en dansk arkitekt, hofbygmester og kongelig bygningsinspektør. Han var en af flere talentfulde elever af klassicisten C.F. Hansen. Hans søster Christiana Amalia var gift med C.F. Hansens brorsøn Isaak Hansen. Søofficeren Hans Henrik (Henni) Koch var Kochs søn, og arkitekten Hans Koch var hans barnebarn. 

## Uddannelse
Koch var søn af skibsbygmester Jørgen Hansen Koch (1745-1801) og Anne Cathrine f. Volkersen (1758-1809). Han lærte tømrerhåndværket hos Andreas Hallander, blev som bygmester elev af C.F. Hansen og gik samtidig på Kunstakademiet, hvis sølvmedaljer han begge vandt i året 1809. Han konkurrerede straks samme år til den lille guldmedalje, som han først opnåede ved den følgende konkurs 1811 for opgaven Et Kunstakademi. Efter ligeledes at have konkurreret en gang forgæves til den store guldmedalje, blev denne tilkendt ham i januar 1816 for opgaven Et Militærsygehus. Efter ansøgning fik han allerede i november samme år løfte på Akademiets store stipendium, dog først fra 1. januar 1818 at regne. Imidlertid fik han tillige den 30. juni 1817 bevilget en understøttelse på 200 Rbd. rede sølv årligt i tre år fra Fonden ad usus publicos og afrejste i november 1817, kom i maj det følgende år til Rom og foretog derfra en rejse til Grækenland, der varede næsten et år. Ved tilbagekomsten til Rom traf han Akademiets præses, prins Christian Frederik, som tog sig varmt af ham. Han fulgte med prinsen til Neapel, tegnede 14 dage i Pæstum og fik ved prinsens omsorg tilskud til stipendiet fra fonden (800 Rbd. for et år), for at han kunne forlænge sin rejse. De studier, kunstneren havde gjort i Grækenland, havde vakt de største forventninger hos Akademiet, og man gjorde alt for at lette hans fremtid. Heller ikke fattedes det på æresbevisninger i udlandet. Medens han var i Italien, blev han medlem af akademierne i Neapel og Accademia di San Luca i Rom og på hjemrejsen optog akademiet i Florens ham til medlem. Hjemrejsen gik over Frankrig, hvorfra prinsen tog ham med til London, og først i december 1822 var han igen i København.

## Hofbygmester
Endnu medens han var i Italien, havde han søgt om embedet som kongelig bygningsinspektør efter Christian Meyn, men synes dog først at være blevet udnævnt dertil i maj 1823, da han samtidig blev hofbygmester. På to indsendte projekter, til et universitet og et kunstmuseum, blev han den 30. december 1822 enstemmig agreeret ved Akademiet; men praktiske arbejder optog imidlertid hans kræfter således, at han først den 27. marts 1831 kunne blive medlem med 22 stemmer mod 1. Hans medlemsarbejde Et Landslot med Hofkapel og Theater, synes ikke ganske at have tilfredsstillet, og navnlig udtalte en enkelt stemme sig dadlende om det. Få år efter, den 23. marts 1835, blev han ved C.F. Hansens afgang valgt til professor i bygningskunsten, og i årene 1844 og 1847 valgtes han til Akademiets direktør.
De store nybygninger, som København trængte til efter branden og bombardementet, var dels færdige, dels i andre hænder ved Kochs hjemkomst, så at det kun var i enkelte spredte træk, han fik brug for den kunstfølelse, han med så megen iver havde stræbt at udvikle på rejsen; i sin lange virketid i hjemmet vandt han mest fortjeneste som den praktiske, nidkære embedsmand. Kochs hovedvirksomhed falder derfor dels administrativt som medlem af bygningsadministrationen, hvori han som hofbygmester virkede sammen med Christian Bernhard Hornbech indtil kontorets ophævelse i 1849, derefter fra 1850 som bygningsdirektør, dels i almindelig praktisk retning ved opførelsen af ikke få skoler, rådhuse, et cellefængsel m.m. samt af private bygninger fx etatsråd A.N. Hansens (senere etatsråd August Gaméls) hus, Hansens Palæ (1835), på hjørnet af Bredgade og Fredericiagade. Blandt hans større ombygninger kan nævnes udvidelsen af Det Kongelige Bibliotek i C.F. Harsdorffs stil, ombygningen af Det Holsteinske Palæ i Stormgade, restaureringen af Det Kongelige Teater (1827, nedrevet 1874) og af flere af de kgl. palæer. Tillige var han medlem af komitéen for Thorvaldsens Museums opførelse og indsendte selv flere projekter, som han tog tilbage inden afgørelsen. Tronfølgerens, siden kongens (Christian VIII)'s yndest svigtede ham ikke. Han blev justitsråd 1829, etatsråd 1832, Kommandør af Dannebrogordenen 1841 og konferensråd 1848. I december 1855 tog han afsked fra sine embeder og blev dernæst 14. januar 1856 optaget som æresmedlem af Akademiet. Tillige blev han i 1845 udenlandsk medlem af akademiet i Stockholm og Kommandør af Vasaordenen (1846).

## Kochs arkitektur
Jørgen Hansen Koch står som C.F. Hansens trofaste assistent og arvtager i 1800-tallets danske arkitektur. N.L. Høyens opposition mod C.F. Hansen for ikke at skabe en national kunst blev også rettet mod Kock, men klassicisternes stilling forblev stærkest. Han kom således ligesom C.F. Hansen i sin tid til at indtage stillingen som landets førende officielle arkitekt. Hans studier havde ført ham som den første danske kunstner i mands minde – til Grækenland, og han holdt siden fast ved den klassicerende stil. Nygotikken gør sig gældende i hans kirker, men mærkes i øvrigt kun svagt i enkelte udkast til lysthuse m.m. Koch vovede sig ikke ud i store eksperimenter, hans senempire følger den samtidige europæiske udvikling, fx Karl Friedrich Schinkel, og bliver lettere, profilerne bliver spinkle. Hans kunst er fin og mådeholden, men rummer ikke overraskelser. Koch har sikkert følt det som et alvorligt nederlag, da Gottlieb Bindesbølls forslag til Thorvaldsens Museum blev foretrukket for hans, for herved mistede han samtidig sin eneste mulighed for at komme til at skabe en monumentalbygning i hovedstaden.
Kochs store samling af egne og andre arkitekters tegninger er grundstammen i Kunstakademiets Samling af Arkitekturtegninger (Den kochske Samling, Danmarks Kunstbibliotek). Hans egne tegninger er også i Nationalmuseet og i det kgl. bygningsinspektorat på Christiansborg.
Koch udstillede på Charlottenborg Forårsudstilling i årene 1810-31 (6 gange med 11 værker), og hans tegninger blev vist på Raadhusudstillingen 1901. 
Han blev gift 13. august 1828 i København med Ida Wulff (11. oktober 1806 i København – 19. november 1876 sst.), datter af premierløjtnant, senere kontreadmiral Peter Frederik Wulff og Hanne Henriette Weinholdt.
Koch er begravet på Assistens Kirkegård.
Der findes portrætmalerier af J.L. Lund 1832, C.A. Jensen 1846 (brændt på Frederiksborg Slot 1859), af David Monies (1848, på Charlottenborg) og af Elisabeth Jerichau Baumann (Frederiksborgmuseet). Tegning af J. Kayser (sst.) og af J.V. Gertner 1857. Litografi efter Monies af I.W. Tegner og fra C.M. Tegners institut. Portrætteret på Jørgen Sonnes frise på Thorvaldsens Museum 1847-48.

## Værker
- Middelfart Rådhus (facade, 1823-26)
- Svendborg Rådhus (1825)
- Hegnetslund, Herfølge (1825)
- Landstedet Rolighed, Skodsborg Strandvej 303, Vedbæk (1825)
- Meyers Minde, Krystalgade 12, København (1826)
- Skuldelev Præstegård (1830)
- Svendborg Toldkammer (1930'erne, nedrevet ca. 1875)
- Borgerskole, Svendborg (1830-31, nedrevet)
- Karantænestation, Kyholm (1831, nedrevet 1859)
- Klitfogedbolig, Skagen (1831-32)
- Havnetoldboden, Odense (1832-33, senere ombygget af N.S. Nebelong 1847-48)
- Rosenborg Brøndanstalt, Gothersgade 64, København (1833, nedrevet 1928)
- Assens Toldkammer (1834)
- Frederiksborg Statsskole, Sdr. Jernbanevej 4, Hillerød (1834, tilbygning ved Ferdinand Meldahl 1882-85, nu handelsskole)
- Hansens Palæ, Fredericiagade 21, København (1835, tilbygning ved Aage Nielsen 1957)
- Faaborg Toldkammer (1837-38)
- Store Heddinge Rådhus (1838, senere udvidet)
- Gartnerbolig, Sorgenfri Slot (1840)
- Volkersens villa, Jagtvej, København (1841, nedrevet)
- Avlsbygninger, Bregentved (1841, nedrevet)
- Kærup hovedbygning, Benløse (1841-42)
- Roskilde Katedralskole (1842, ombygget 1980, nu amtsgymnasium)
- Helsingør Toldkammer (1844, nedrevet 1889)
- Rudkøbing Rådhus (1845)
- Ringsted Rådhus (1845)
- Odense Katedralskole (1845-46, fra 1895 posthus)
- Latinskole, Reykjavík (1845)
- Gård på Island
- Egen ejendom, stald- og vognbygning, have, Ny Kongensgade 15, matr. 229, København (1847, nedrevet)
- Stuehus under Vallø (1852), gård, sammesteds (1854) og voldbro, sammesteds (1856)

### Om- og tilbygninger, interiører
- Kirurgisk Akademi, Bredgade 62, København (1823)
- Sæby Kirke, Horns Herred (1823)
- Lindegården, Horns Herred (1827, nedrevet)
- Det Kongelige Bibliotek, nuværende Rigsarkiv, tre bogsale, København (1827, 20 søjler m.m. bevaret i Museet på Koldinghus)
- Det holsteinske Palæ, Stormgade 10, København (1827)
- Fasangården, Frederiksberg Have (1828)
- Amalienborg, Brockdorffs Palæ samt bade- og lysthus, København (1827-28, sidstnævnte nedrevet 1893, palæet restaureret 2008-10)
- Moltkes Palæ, ændringsforslag
- Bernstorffs Palæ, Bredgade 42, København (1829)
- Charlottenlund Slot
- Frederiksberg Slot (1828) og opførelse af portbygning ved samme (1829)
- Josty, Frederiksberg Have (1834, udvidet og ombygget af Christian Klingsey 1900)
- Stændersal, Viborg (1834)
- Stændersal, Roskilde (1835, Palæet i Roskilde)
- Kantorbolig, Vallø (1836)
- Det Kongelige Teater, København (1837, nedrevet 1874)
- Elers Kollegium, Store Kannikestræde 9, København (1837)
- Kiel Slot (1838, nedrevet efter bombardementer i 2. verdenskrig)
- Odense Slot, sydlige østfløj (1837), have, smst. (1840) og interiør, smst. (1841)
- Frederiksgave, Assens (1841)
- Hofteatret i Christiansborg Ridehus (1842)
- Gottorp Slot (1842)
- Det Gule Palæ, Amaliegade 18, samt stald, København (1842)
- Bernstorff Slot, Jægersborg Allé (1844)
- Aarhus Katedralskole, Skolegyde (1847-49, udvidet af Hack Kampmann 1904, C.F. Møller 1957)
- Slagelse Hospital, sydfløj (1848)
- Ladegården, tværbygning med kirkesal (1848, nedrevet 1930)
- Frederiksborg Slot, Badstuen, samt kaserne og stald (1849)
- Prinsens Palæ, København (1849, nu Nationalmuseet)
- Børsen, København

### Projekter
- Teater og gård (1824)
- Hellerupgård, veranda (1825)
- Pakhus (1827)
- Herregård og stald (1829)
- Rådhus (præmieret, 1833)
- Thorvaldsens Museum (1839, konkurrenceforslag)
- Flere udkast til pavilloner (1842 og udateret)
- Hovedbygning (1850)
- Mønstertegninger til fængsler og tinghuse (1840)
- Møbler; kgl. sarkofag (1850)

### Andre arbejder
- Festdekoration til A.W. Moltkes bryllup (1823)
- Dagligstue på Bregentved (1824)

### Gravminder
- Gravsten for gehejmestatsminister Niels Rosenkrantz, Rye Kirke (1824)
- Gravsten for Minna von Witzleben, Vemmetofte (1849)
- Sarkofag for læge Heinrich Callisen, Sankt Petri Kirke (1824)
- Sarkofag for landgreve Frederik Vilhelm Carl Ludvig af Hessen-Philippsthal-Barchfeld (1834)
- Sarkofag for Christian VIII (1848, Roskilde Domkirke)

### Skriftlige arbejder
- Hvilke Fordringer burde der vel især gjøres til en Bygmester i Danmark, Kunstforeningen, København 1834.